# Potentielle Temperatur
Die Zustandsgröße potentielle Temperatur θ ist ein fiktives Temperaturmaß. Sie dient in der Meteorologie und der Meereskunde dazu, die Temperatur von Luft bzw. Wasser unterschiedlicher Höhen bzw. Tiefen miteinander vergleichbar zu machen, d. h. unterschiedliche Drücke zu berücksichtigen. Die potentielle Temperatur ist ein Maß für die Summe aus innerer Energie (örtlicher Temperatur) und potentieller Energie (Höhe/Tiefe) und wurde 1888 von Wilhelm von Bezold eingeführt.

## Kontext
Steigt man in der Erdatmosphäre in der Höhe auf, so beobachtet man einen Temperaturabfall. Ebenfalls ist ein Druckabfall zu beobachten. Dieses Phänomen erscheint zunächst im Widerspruch mit der Erfahrung zu sein, dass warme Luft aufsteigt und kalte Luft absinkt, kann aber mithilfe der potentiellen Temperatur erklärt werden.

## Berechnung
Die potentielle Temperatur ist jene Temperatur, die ein Gas- oder Flüssigkeitspaket hätte, wenn man es durch eine adiabatische Zustandsänderung auf einen Normaldruck p0 (1000 mbar) bringen würde. 
Die Vertikalbewegungen von Gas- oder Flüssigkeitspaketen stellen mit guter Näherung solche adiabatische Zustandsänderungen dar. Im Allgemeinen bewegen sich Luftteilchen in der Atmosphäre in erster Näherung auf Flächen gleicher potentieller Temperatur. Diese Flächen werden Isentropen genannt. Die Berechnung erfolgt somit mit der Adiabatengleichung. 

### Trockenpotentielle Temperatur
Frei von Kondensation und Verdunstung ändert sich die trockenpotentielle Temperatur bei adiabatischen Prozessen nicht.
Aus der Adiabatengleichung
{\displaystyle {\frac {\mathrm {d} T}{T}}={\frac {R_{L}}{c_{p}}}\cdot {\frac {\mathrm {d} p}{p}}}
folgt durch Integration von p0 bis p (wobei T(p0) = θ) und Auflösen nach θ die trockenpotentielle Temperatur {\displaystyle \theta }:
{\displaystyle \theta =T\cdot \left({\frac {p_{0}}{p}}\right)^{\frac {R_{L}}{c_{p}}}}
Hierbei stehen die einzelnen Formelzeichen für folgende Größen:
cp: spezifische Wärmekapazität der Luft = 1005 J/(kg·K) bei konstantem Druck,
RL: spezifische Gaskonstante für trockene Luft = 287 J/(kg·K),
T: absolute Temperatur,
p: Druck.

### Feuchtpotentielle Temperatur
Treten Kondensation und Verdunstung auf, führt man analog die feuchtpotentielle Temperatur {\displaystyle \theta _{\text{SW}}} ein, also diejenige Temperatur, die ein Luftpaket bei Sättigung annehmen würde, wenn man es feuchtadiabatisch auf einen Normaldruck p0 bringt:
{\displaystyle \theta _{\text{SW}}=T\cdot \left({\frac {p_{0}}{p}}\right)^{\frac {\beta \cdot R_{L}}{c_{p}}}}
mit
β: variabler Faktor, der kleiner als 1 sein muss.
Aus dem Gradienten von θ erkennt man die statische Stabilität der Schichtung.
Analog zur Atmosphäre gilt im Ozean
{\displaystyle \theta \left(S,T,p,p_{0}\right)=T_{0}-\int _{p_{0}}^{p}\Gamma _{\text{ad}}\left(S,\Theta ,p\right)\,\mathrm {d} p}
Hierbei stehen die einzelnen Formelzeichen für folgende Größen:
S: Salinität,
T0: Temperatur an der Oberfläche bei Normaldruck,
{\displaystyle \Gamma _{\text{ad}}}: adiabatischer Temperaturgradient.

## Beziehungen
Die potentielle Temperatur kann direkt mit der Entropie {\displaystyle S} in Verbindung gesetzt werden:
{\displaystyle C_{p}\cdot {\frac {\mathrm {d} \theta }{\theta }}=\mathrm {d} S}
Dadurch sind Isentropen nicht nur Isolinien gleicher Entropie, sondern auch gleicher potentieller Temperatur.
Ein weiterer Zusammenhang ergibt sich mit dem trockenadiabatischen Temperaturgradienten Γ und dem geometrischen Temperaturgradienten {\displaystyle \gamma ={\tfrac {\mathrm {d} T}{\mathrm {d} z}}:}
{\displaystyle {\frac {\mathrm {d} \theta }{\mathrm {d} z}}={\frac {\theta }{T}}\cdot \left(\Gamma -\gamma \right)}
mit
der Vertikalkoordinate z.
Abgesehen vom Fall einer trockenadiabatischen Atmosphärenschichtung (Γ = γ) ist die Differenz Γ − γ immer positiv:
{\displaystyle \Gamma -\gamma >0},
die trockenpotentielle Temperatur steigt also mit der Höhe an:
{\displaystyle \Rightarrow {\frac {\mathrm {d} \theta }{\mathrm {d} z}}>0}.
Dies gilt selbst dann, wenn T konstant bleibt {\displaystyle \left(\gamma ={\tfrac {\mathrm {d} T}{\mathrm {d} z}}=0\right)}, wie es etwa oberhalb der Tropopause der Fall ist.